# Shotgun John Collins
 (mai 2024).
La mise en forme du texte ne suit pas les recommandations de Wikipédia : il faut le « wikifier ».
Les points d'amélioration suivants sont les cas les plus fréquents. Le détail des points à revoir est peut-être précisé sur la page de discussion.
- Les titres sont pré-formatés par le logiciel. Ils ne sont ni en capitales, ni en gras.
- Le texte ne doit pas être écrit en capitales (les noms de famille non plus), ni en gras, ni en italique, ni en « petit »…
- Le gras n'est utilisé que pour surligner le titre de l'article dans l'introduction, une seule fois.
- L'italique est rarement utilisé : mots en langue étrangère, titres d'œuvres, noms de bateaux, etc.
- Les citations ne sont pas en italique mais en corps de texte normal. Elles sont entourées par des guillemets français : « et ».
- Les listes à puces sont à éviter, des paragraphes rédigés étant largement préférés. Les tableaux sont à réserver à la présentation de données structurées (résultats, etc.).
- Les appels de note de bas de page (petits chiffres en exposant, introduits par l'outil «  Source ») sont à placer entre la fin de phrase et le point final[comme ça].
- Les liens internes (vers d'autres articles de Wikipédia) sont à choisir avec parcimonie. Créez des liens vers des articles approfondissant le sujet. Les termes génériques sans rapport avec le sujet sont à éviter, ainsi que les répétitions de liens vers un même terme.
- Les liens externes sont à placer uniquement dans une section « Liens externes », à la fin de l'article. Ces liens sont à choisir avec parcimonie suivant les règles définies. Si un lien sert de source à l'article, son insertion dans le texte est à faire par les notes de bas de page.
- La présentation des références doit suivre les conventions bibliographiques. Il est recommandé d'utiliser les modèles {{Ouvrage}}, {{Chapitre}}, {{Article}}, {{Lien web}} et/ou {{Bibliographie}}. Le mode d'édition visuel peut mettre en forme automatiquement les références.
- Insérer une infobox (cadre d'informations à droite) n'est pas obligatoire pour parachever la mise en page.

Pour une aide détaillée, merci de consulter Aide:Wikification.
Si vous pensez que ces points ont été résolus, vous pouvez retirer ce bandeau et améliorer la mise en forme d'un autre article.
 (mai 2024).
Abraham G. Graham (22 novembre 1851 – 2 décembre 1922), connu sous le pseudonyme de « Shotgun » John Collins, était un tireur et hors-la-loi peu connu mais bien associé au Far West américain.

## Vie
Abraham G. Graham est né dans la plantation de sa grand-mère dans le comté de Horry, en Caroline du Sud, le 22 novembre 1851.
Son arrière-grand-père, le capitaine Edward Connor, a servi dans la milice de la Caroline du Sud pendant la Révolution américaine, sous les ordres du général de brigade Francis Marion. Son père, Hosea A. Graham, avait épousé sa cousine germaine Martha Ann Graham et, alors qu'Abraham était encore enfant, la famille déménagea au Texas dans des chariots couverts en 1859.
Alors qu'ils vivaient dans le comté de Limestone, au Texas, adolescent, Abraham Graham (ayant déjà adopté le nom de John Collins à cette époque), devint partenaire avec John Wesley Hardin, tous deux issus de familles résolument pro-confédérées. Hardin écrit dans sa biographie que John Collins a été marié à l'une de ses cousines (Tabitha Cox, née à Bonham, dans le comté de Fannin, au Texas ) et commente que pendant qu'il était dans la prison d'Austin, Hardin a rencontré des hommes célèbres nommés John Collins, Pipes et Herndon du Bass Gang, John Ringo, Mannings Clements et Brown Bowen.
Collins a été recherché par les hommes de loi pour des crimes, notamment le vol de bétail, et a fui le Texas pour le Mexique. Après cette période, Collins a déménagé à Uvalde, au Texas et est devenu l'un des cinq soi-disant « Uvalde Minutemen » aux côtés du capitaine JJH Patterson, Wyatt Earp, Henry Patterson, WB Nichols et Tom Leakey. Ces cinq Minutemen intrépides ont fait le travail des Texas Rangers, qui étaient submergés par la criminalité.
Collins a ensuite migré vers la partie ouest de ce qui était alors le « vieux comté de Socorro », au Nouveau-Mexique. Comme le rapporte le Grant County Herald, John Collins a commencé l'année 1875 en tuant un homme nommé James "Jim" Smith. Collins a été arrêté par le shérif Whitehill de Silver City, au Nouveau-Mexique et emprisonné. Il a ensuite été libéré pour 60 $ de caution et puis il a émigré vers le comté de Lincoln.
De nombreux petits éleveurs étaient dans les environs à cette époque. Collins était dans la région depuis environ cinq ans à la fin de la sanglante guerre du comté de Lincoln. Là, il s'associe à William H. Bonney, connu sous le nom de  « Billy the Kid », à Silver City. Le Kid était recherché à l'époque et se déplaçait souvent, et pendant un certain temps Collins l'accompagna. Collins a combattu cœur et âme pendant la guerre du comté de Lincoln.
Une fois la guerre terminée, les deux camps étaient encore en froid. Les gens qui ont combattu pendant la guerre ont été persécutés et submergés. Collins a déménagé dans la partie ouest du « vieux comté de Socorro ». Le parc Collins, dans les monts Elk de l'actuel parc national Gila, a été nommé en hommage à « Shotgun » John Collins.
En avril 1879, John Collins se trouvait devant le tribunal du territoire de Rynerson à Lincoln, au Nouveau-Mexique, pour vol de bétail et vol de chevaux. Le beau-frère de Collins, le shérif adjoint John "Jack" Long, était marié à la sœur de Collins, Delila Jane Graham. Long et Delila ont eu trois enfants, Buelah, Hosea « Juge » et John « Riley » Long, ce dernier portant le nom de John Riley, un partenaire de la guerre du comté de Lincoln qui a énormément marqué la famille de Collins.
Collins se rendit plus tard à Uvalde et épousa sa quatrième épouse, la jeune Tabitha Cox, le 1er novembre 1880, sous le nom de John Collins. Ils ont eu six enfants et un enfant mort-né. La famille a utilisé le nom Collins et a ensuite changé son nom pour devenir Graham, le nom de naissance de John Collins. Le fils aîné de Collins, Henry, à 27 ans, a épousé une femme nommée Irene sous le nom de Henry Collins, mais a ensuite changé son nom en Henry C. Graham.
John Collins a également rencontré Wyatt Earp, alors travaillant pour Wells Fargo, ainsi que Pat Garrett, l'homme qui a tué Billy The Kid. John Collins avait changé son nom de Graham pour le nom de famille de son arrière-grand-père lorsqu'il avait quitté le Texas, passant par John Collins, pour éviter des problèmes avec la loi sur le problème antérieur du vol de bétail, mais il se faisait parfois appeler John Graham.
Collins a également travaillé pendant un certain temps comme livreur de fusil de chasse pour Wells Fargo, et pendant ce temps, son lien avec Earp est devenu fort. C'est durant cette période qu'il se fait connaître sous le surnom de « Shotgun », en raison des nombreuses fusillades auxquelles il participe en lien avec cette arme (Shotgun voulant dire fusil à pompe en anglais).
Il a ensuite travaillé comme chasseur de bisons et comme éclaireur de cavalerie américaine pendant la lutte de l'armée contre Geronimo et les Apaches. Collins était étroitement associé au célèbre WS Ranch. Finalement, il est devenu propriétaire de quatre ranchs dans le comté de Socorro.
En 1903, Collins a déménagé sa famille au Mexique et a changé son nom pour Graham. Il a travaillé pour Greene Gold and Silver au Mexique en tant que « garde » et y a possédé plusieurs ranchs jusqu'à la Révolution mexicaine. En 1910, Collins raccompagna sa famille à Hermosa . À cette époque, il envoyait ses deux petites filles en train vivre avec son jeune frère H. à Buffalo, au Texas, afin qu'elles puissent être en sécurité avec leur famille et recevoir une éducation.
Collins a dérivé pendant un certain temps, à travers El Paso, au Texas, puis à Dodge City, au Kansas .Il a de nouveau plongé dans le monde du crime, tandis qu'à d'autres moments, il servait en tant que membre d'un groupe. En 1883, il vint à Dodge City avec Wyatt Earp pour soutenir Luke Short pendant ce qui devint  la guerre de Dodge City . Lorsque les célèbres photographies représentant Wyatt Earp, Luke Short, Bat Masterson, Charlie Bassett, MF McClain, Neal Brown, William H. Harris et WF Petillion ont été prises, Collins a refusé d'apparaître sur les photos, sûrement pour éviter que des gens le reconnaisse. Wyatt Earp ignorant sûrement à cette époque le passif criminel de Collins.
Collins était avec son Oncle John au Wig Wam Saloon à El Paso lorsque John Selman a été abattu par George Scarborough et a ensuite témoigné lors du procès pour meurtre de Selman. Il n'a jamais été impliqué dans des fusillades bien connues, l'essentiel de sa notoriété venant de ses années de transporteur de fusil de chasse pour Wells Fargo (entreprise de Wyatt Earp), et de son association avec les autres membres de la "Dodge City Peace Commission".
La mort de Collins est à la fois mystérieuse et intrigante, il serait mort dans une fusillade à l'âge de 71 ans, à El Paso, lors d'une dispute. Mais son acte de décès dit le contraire.
Abraham G Graham était connu dans le Far West sous le nom de John Collins, John Graham et Abraham Graham avec sa femme et ses enfants. Il représente bien le gris de cette période, étant à la fois addict à la criminalité, mais éprouvant aussi un fort regret, sûrement la raison pour laquelle il a rejoint les Uvalde Minutemen.
Dû au fait qu'il changea régulièrement de nom, il était facile pour lui de jouer un rôle criminel, notamment en volant du bétail et des chevaux, mais aussi faire double-face en participant à des activités proche de la loi.
Il mena une double vie de criminel et justicier, mettant sa famille en péril, notamment quand il a dû déménager au Mexique, sûrement pour fuir la loi, et envoyer ses deux filles en train vivre chez son frère.
« Shotgun » Collins a été enterré dans une tombe anonyme sous son prénom Abe Graham dans la section catholique du cimetière Concordia d'El Paso, la même section dans laquelle ses anciens partenaires John Wesley Hardin et John Selman ont été enterrés. Direction de la tombe : {Entrée de la porte d'entrée ouest} Immédiatement à droite du mur de Concordia jusqu'au mur juif, section X, lot 7 et tombe 6.
Collins aurait également été cousin de Brocius, le roi des hors-la-loi, « Curly Bill » de Tombstone[réf. nécessaire]. Les cousins hors-la-loi étaient parfois partenaires, toujours copains et descendants de l'écossais Graham Montrose.

## Sources
- Rynerson's Court Lincoln Nouveau Mexique Avril 1879
- La vie et la mort d'un homme de loi à la frontière fermée Par Robert K. DeArment
- Cimetière Concordia (section catholique) El Paso Texas
- Collins Park, comté de Catron, Nouveau-Mexique, hommage à "Shotgun" Collins
- Alias Frank Canton Par Robert K. DeArment
- Licence de mariage John Collins et Tabitha Cox, Uvalde Texas, 1er novembre 1880
- Qu'est-il arrivé à Billy the Kid Par Helen Airey
- La vie de John Wesley Hardin Par John Wesley Hardin et Robert G. McCubbin
- Bat Masterson : L'homme et la légende, par Robert K. DeArment [page #245]
- Les noms de lieux du Nouveau-Mexique, par Robert Hixson Julyan, [Page #91]
- Six-Guns et Single-Jacks Par Bob Alexander, {Page 94}
- Rasch Collection University of New Mexico par Phillip J. Rasch, "identifie Abraham G. Graham comme étant John Collins"
- "Ceux-ci ont également servi", par Susan E. Lee